# Taiten Sato
Taiten Sato (佐藤 大典 Sato Taiten?), född 26 januari 1983 i Tokyo prefektur, är en japansk före detta fotbollsspelare.
Sato började sin karriär 2005 i Thespa Kusatsu. 2006 flyttade han till AC Nagano Parceiro. Han avslutade karriären 2011.